# Gore od ljubavi
Gore od ljubavi è il dodicesimo album in studio della cantante serba Ceca. Il disco è stato pubblicato nel 2004.

## Tracce
1. Gore od ljubavi
2. Prljavo
3. Ne guši me
4. Trula višnja
5. Plan B
6. Zamalo
7. Pazi s kime spavaš
8. Stereo bol
9. Neću dugo
10. Pepeljara
11. Od tebe ne znam da se oporavim